# Eumerus tauricus
Eumerus tauricus är en tvåvingeart som beskrevs av Stackelberg 1952. Eumerus tauricus ingår i släktet månblomflugor, och familjen blomflugor. Inga underarter finns listade i Catalogue of Life.